# Andriashevicottus megacephalus
Andriashevicottus megacephalus is een straalvinnige vissensoort uit de familie van donderpadden (Cottidae). De wetenschappelijke naam van de soort is voor het eerst geldig gepubliceerd in 1990 door Fedorov.